# Termoli
Termoli [ˈtɛrmoli] ist eine Stadt mit 31.957 Einwohnern (Stand 31. Dezember 2023) in der Provinz Campobasso in der Region Molise. Sie liegt 90 km südöstlich von Pescara und 200 km Luftlinie nordnordöstlich von Neapel.
Die Nachbargemeinden sind: Campomarino, Guglionesi, Petacciato, Portocannone und San Giacomo degli Schiavoni.
Termoli ist Sitz des katholischen Bistums Termoli-Larino.

## Sehenswürdigkeiten
Das Altstadtviertel Borgo Vecchio liegt auf einer ins Meer vorspringenden Landzunge. Die Altstadt wird von einem Stauferkastell dominiert, das später im aragonesischen Stil umgestaltet wurde. Wichtigste Sehenswürdigkeit der Altstadt ist der romanische Dom mit sehr aufwändigen figuralen Arbeiten.

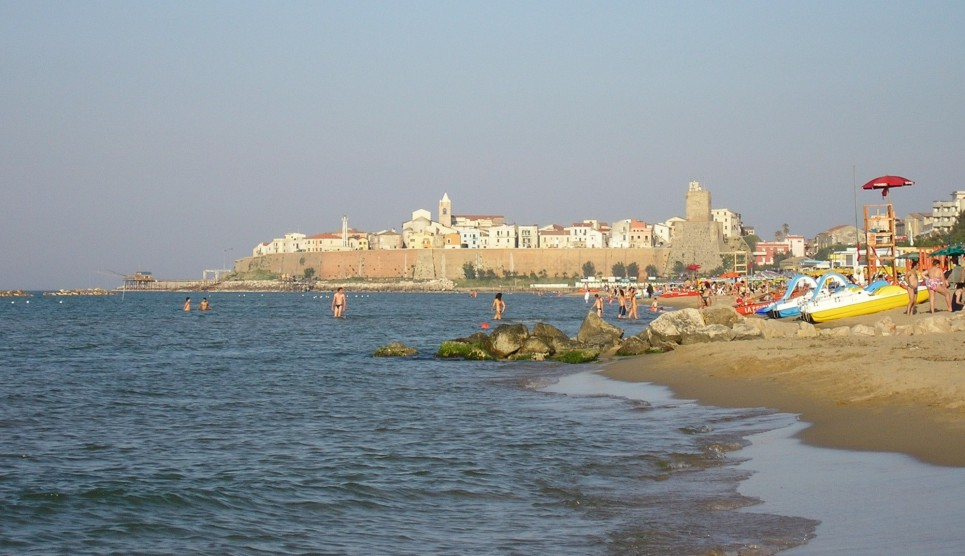
Ansicht der ins Meer ragenden mittelalterlichen Altstadt von Termoli
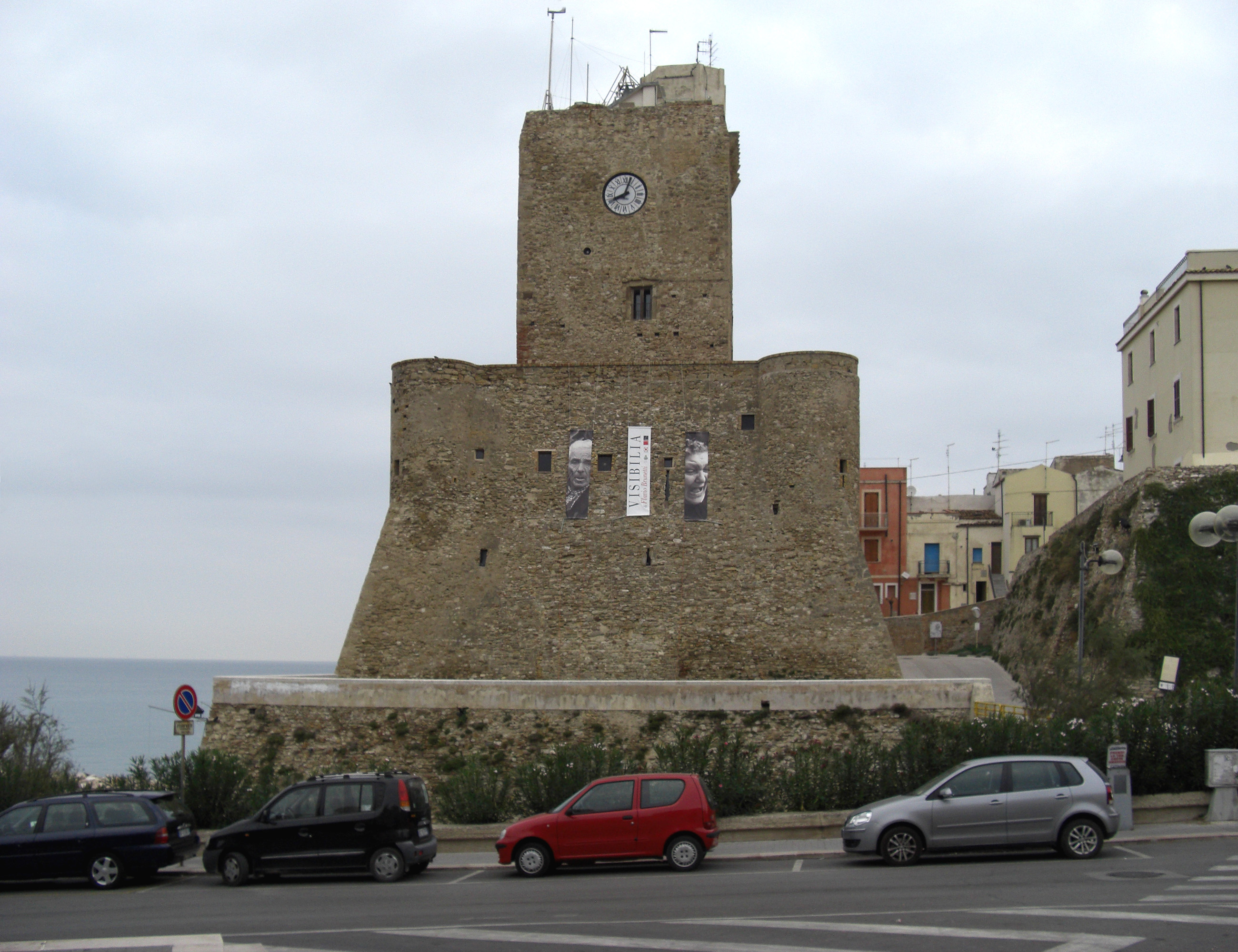
Castello Svevo
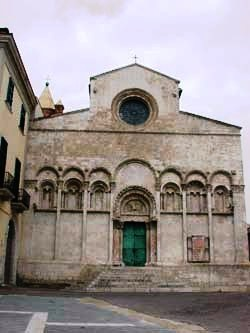
Kathedrale von Termoli
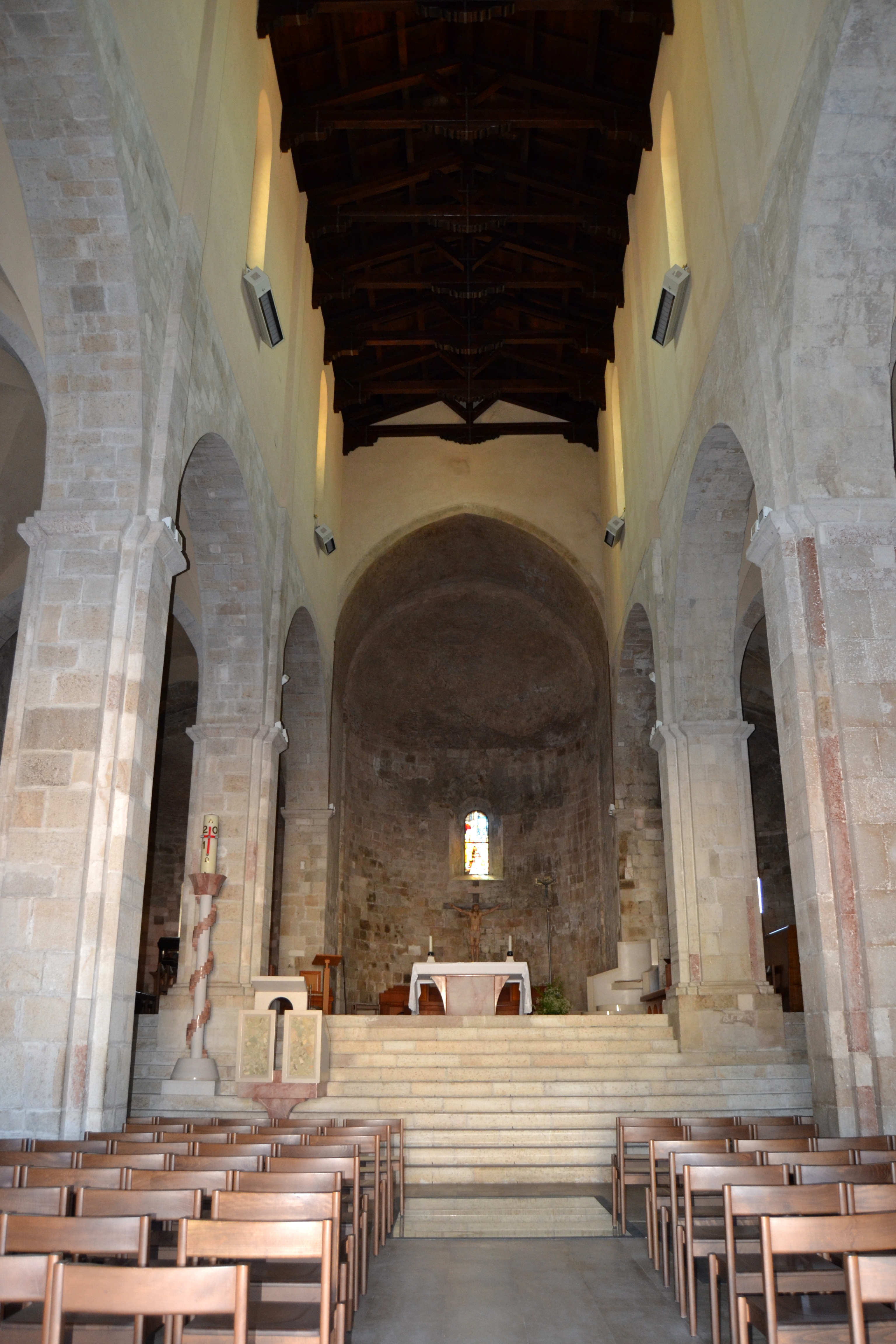
Kathedrale von innen
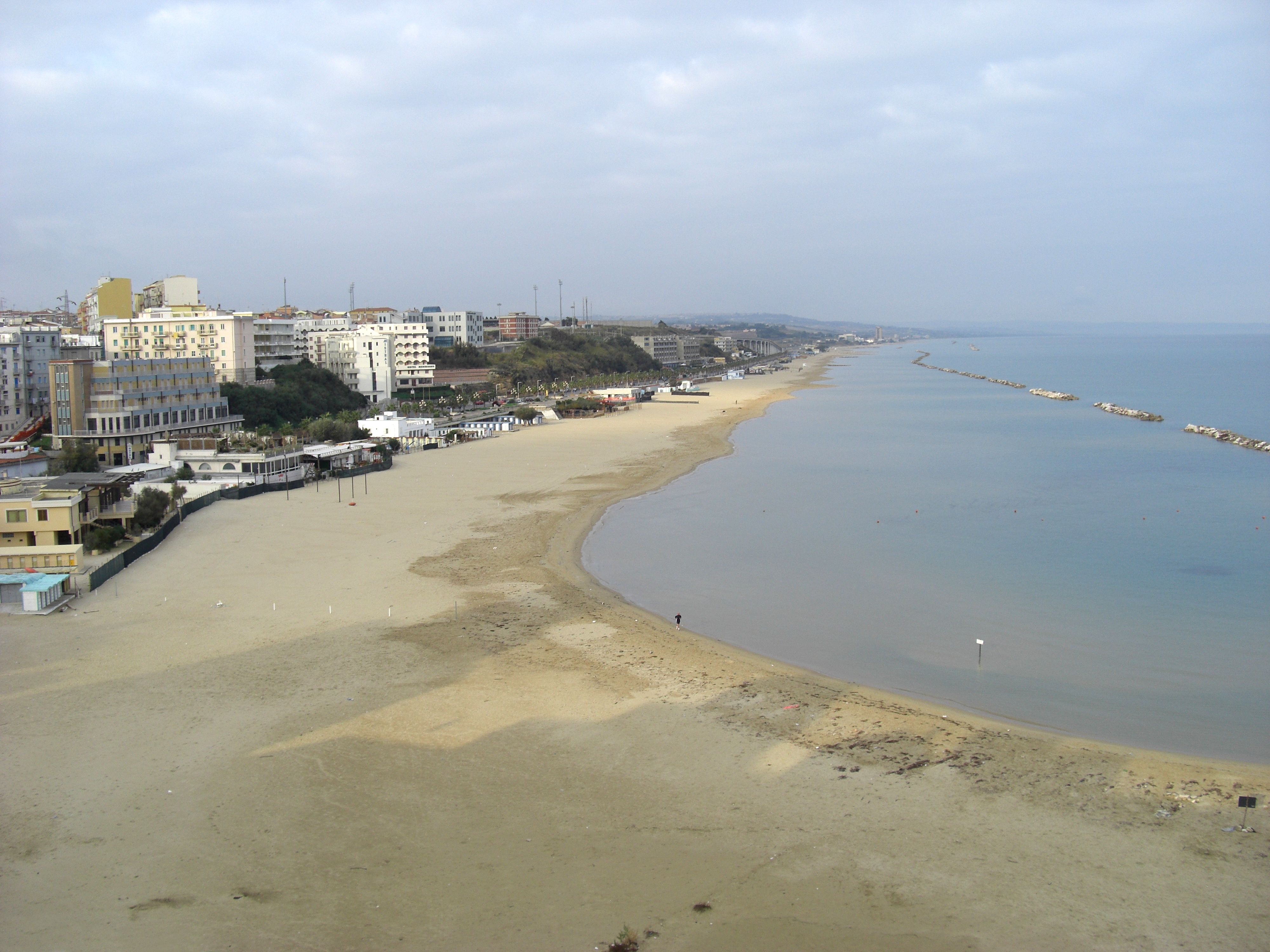
Der Nord-Strand von Termoli
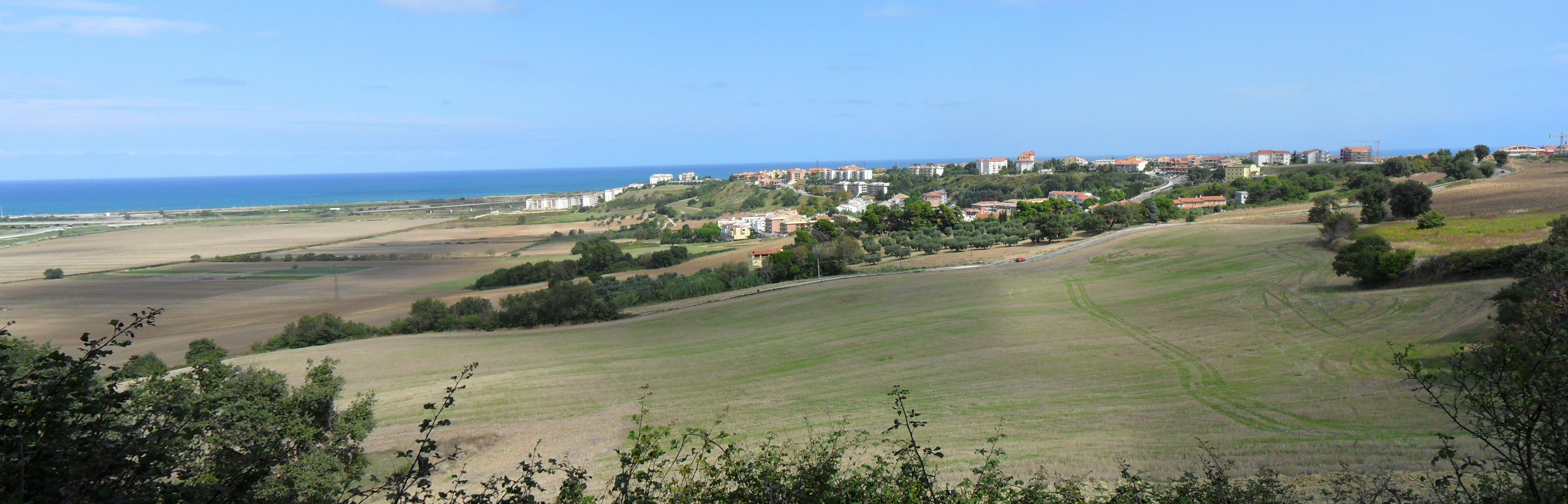
Ansicht von Termoli

## Wirtschaft
Das Unternehmen Automotive Cells Company (ein Joint-Venture von Mercedes-Benz, Stellantis und Saft) plante 2023 in Termoli den Bau einer Batteriezellen-Fabrik.
Der Vorstandsvorsitzende von TotalEnergies, Patrick Pouyanné, sagte am 5. Februar 2025, es sei aus seiner Sicht besser, die Anstrengungen auf ein Werk zu konzentrieren als auf drei. Mit dem einen Werk meint er die 2023 eröffnete Batteriezellenfabrik in Billy-Berclau, Frankreich. Es sei ein Wagnis, eine zweite Fabrik zu bauen, wenn die erste noch nicht voll funktionsfähig ist. ACC gab bekannt, die Lernkurve bei der Großserienproduktion von Batterien für Elektrofahrzeuge sei schwieriger als bei der Gründung des Unternehmens im Jahr 2020 angenommen.

## Sport
Der Fußballclub Termoli Calcio 1920 wurde 2017 wiedergegründet.